# 1982-es Formula–1 San Marinó-i nagydíj
A San Marinó-i volt az 1982-es Formula–1 világbajnokság negyedik futama.

## Futam
| Helyezés | #  | Versenyző          | Csapat/Motor | Körök | Idő/Kiesés oka  | Rajthely | Pontszám |
| -------- | -- | ------------------ | ------------ | ----- | --------------- | -------- | -------- |
| 1        | 28 | Didier Pironi      | Ferrari      | 60    | 1:36:38,887     | 4        | 9        |
| 2        | 27 | Gilles Villeneuve  | Ferrari      | 60    | + 0,366         | 3        | 6        |
| 3        | 3  | Michele Alboreto   | Tyrrell-Ford | 60    | + 1:07,684      | 5        | 4        |
| 4        | 31 | Jean-Pierre Jarier | Osella-Ford  | 59    | + 1 kör         | 9        | 3        |
| 5        | 10 | Eliseo Salazar     | ATS-Ford     | 57    | + 3 kör         | 14       | 2        |
| Kizárva  | 9  | Manfred Winkelhock | ATS-Ford     | 54    | Kizárva         | 12       |          |
| HN       | 36 | Teo Fabi           | Toleman-Hart | 52    | Helyezés nélkül | 10       |          |
| Kiesett  | 16 | René Arnoux        | Renault      | 44    | Turbó           | 1        |          |
| Kiesett  | 23 | Bruno Giacomelli   | Alfa Romeo   | 24    | Motorhiba       | 6        |          |
| Kiesett  | 32 | Riccardo Paletti   | Osella-Ford  | 7     | Felfüggesztés   | 13       |          |
| Kiesett  | 15 | Alain Prost        | Renault      | 6     | Motorhiba       | 2        |          |
| Kiesett  | 22 | Andrea de Cesaris  | Alfa Romeo   | 4     | Elektronika     | 7        |          |
| Kiesett  | 4  | Brian Henton       | Tyrrell-Ford | 0     | Erőátvitel      | 11       |          |
| Kiesett  | 35 | Derek Warwick      | Toleman-Hart | 0     | Elektronika     | 8        |          |

## A világbajnokság élmezőnyének állása a verseny után
| H  | Versenyzők       | Pont | H  | Konstruktőrök | Pont |
| -- | ---------------- | ---- | -- | ------------- | ---- |
| 1. | Alain Prost      | 18   | 1. | Renault       | 22   |
| 2. | Niki Lauda       | 12   | 2. | McLaren-Ford  | 20   |
| 3. | Michele Alboreto | 10   | 3. | Ferrari       | 16   |
| 4. | Didier Pironi    | 10   | 4. | Williams-Ford | 14   |
| 5. | John Watson      | 8    | 5. | Tyrrell-Ford  | 10   |
| 6. | Keke Rosberg     | 8    | 6. | Lotus-Ford    | 6    |

## Statisztikák
Vezető helyen:
- René Arnoux: 39 (1-26 / 31-43)
- Gilles Villeneuve: 11 (27-30 / 44-45 / 49-52 / 59)
- Didier Pironi: 10 (46-48 / 53-58 / 60)

Didier Pironi 2. győzelme, 4. leggyorsabb köre, René Arnoux 11. pole-pozíciója.
- Ferrari 82. győzelme.

Gilles Villeneuve utolsó versenye.